# FMC (Frankrijk)
FMC is een Frans historisch merk van motorfietsen.
De bedrijfsnaam was: France Motor Cycles. 
FMC was feitelijk een dochteronderneming van Peugeot. Onder deze naam maakte Peugeot in de jaren twintig zijn motorfietsen. FMC nam in 1922 het merk Aiglon over, dat echter onder zijn eigen naam nog tot 1954 zou bestaan.
- Er was nog een merk met de naam FMC, zie FMC (Tokio)